# Muscolo zigomatico maggiore
Nell'anatomia umana il  Muscolo zigomatico maggiore  è un muscolo del volto, vi è un altro muscolo simile detto zigomatico minore.

## Anatomia
Si tratta di uno dei muscoli adibiti alle espressioni del volto, viene innervato dal nervo faciale, si ritrova fra l'arcata zigomatica e il muscolo depressore dell'angolo della bocca.

## Galleria d'immagini

Animazione che mostra la posizione dello zigomatico maggiore
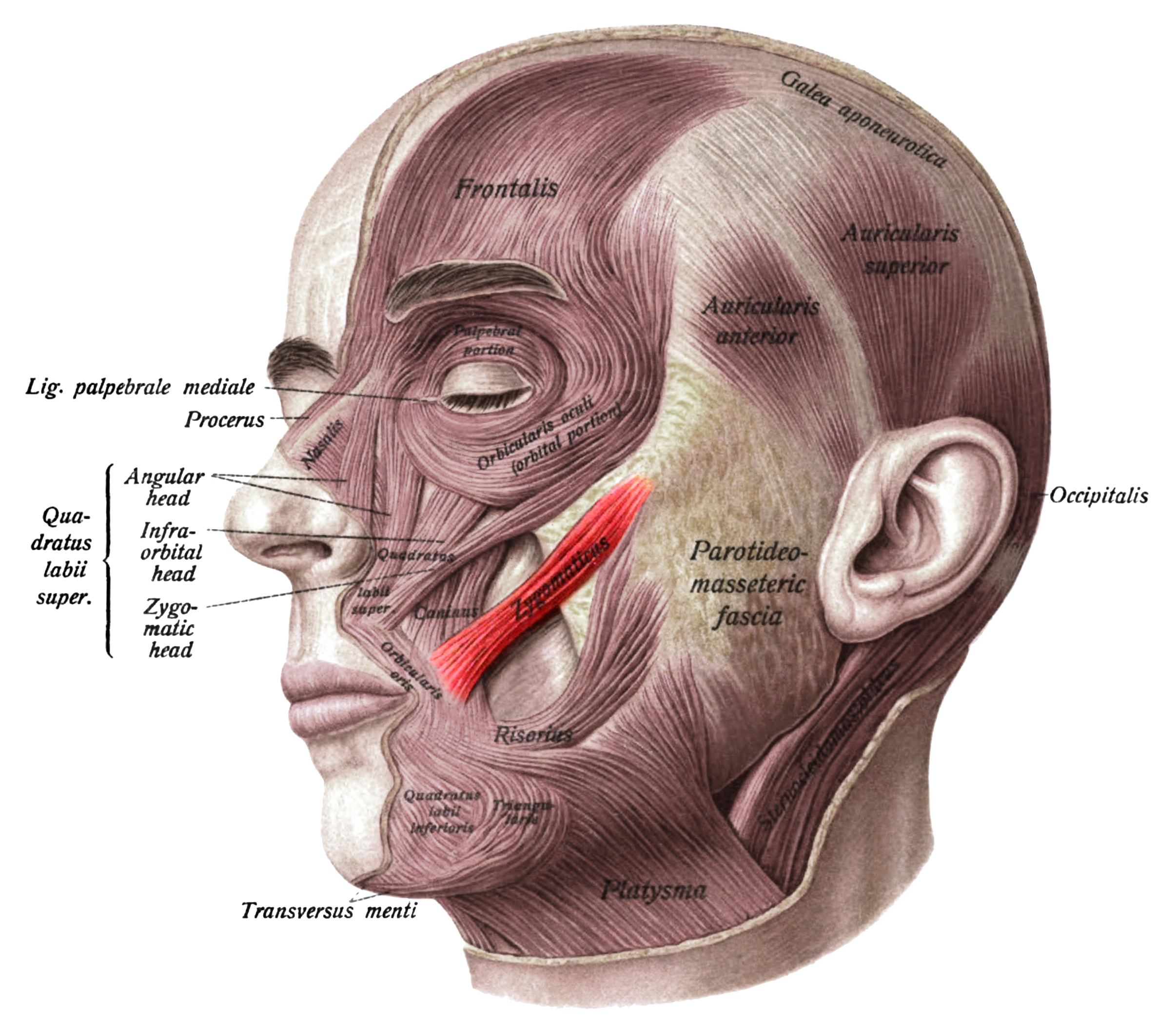
Il muscolo zigomatico maggiore è colorato in rosso.